# Корякин, Владимир Анатольевич
Владимир Анатольевич Корякин (род. 2 декабря 1957 года) — российский дизайнер, член-корреспондент РАХ (2016).
С 1988 года — член союза дизайнеров Грузии, с 1998 года — член Московского союза художников.
В 1993 году — окончил Грузинский технический университет.
В 2016 году — избран членом-корреспондентом Российской академии художеств от Отделения дизайна.
Автор произведений из металла в технике выколотки и чеканки. Принимал участие в создании и монтаже монументов в Грузии, России, США, Испании и Монголии.
Произведения находятся в собрании Московского музея современного искусства.
Участник Международной научной конференции «Баухауз и художественные школы эпохи авангарда» (2019 г.).

## Награды
Награды РАХ
- Диплом за композиции «Рождение Нового Света — как Колумб открыл Америку» в Пуэрто-Рико (2017)
- медаль «За выдающиеся достижения в художественно-исполнительском искусстве» (2020)